# Росоша (Вінницький район)
Ро́соша — село в Україні, у Липовецькій міській громаді Вінницького району Вінницької області. Населення становить 1739 осіб.

## Назва
Назва походить від слова «розсоха», що означає роздоріжжя.

## Герб
У щиті, вилообразно розтятому червоним, зеленим і лазуровим, чорний вилоподібний хрест, верхні перекладини якого обтяжені сімома золотими чотирикінцевими зірками, а поверх нижньої - срібна залізнична колія. У першій частині срібний пам'ятник. У другій частині срібний келих Гігеї. У третій частині срібна будівля заводу, поверх якогї такий самий рулон паперу.

## Історія
Росоша — село, центр сільської Ради, знаходиться у верхів'ях річки Поганки, лівої притоки річки Соб, за 12 км від районного центру, за 5 км від залізничної станції Липовець. Перша згадка за Є.Сецінським легенди про перебування купців у Війтовецькому замку – найбільшому Литовському замку Брацлавщини XIV століття, що в півтора рази переважав за розмірами Вінницький. Він лежав на тому ж Шпаковому шляху, що й Росоша – наступниця Ханева. Черговим свідченням перебування литовців на Шпаковому шляху є глибоченні вали біля села Іванька – Акмалін (з литовської – «камінний замок», що перегукується з назвою естонської столиці Таллінн – «данський замок»).
Виходить, що Війтовці та Акмалін були першими опорними пунктами литовського панування аж до 1370-х рр., коли через татарську небезпеку замки стали будуватися в глибині краю. Спочатку не раніше 1374-го постав Кам’янецький, а вже потім у Вінниці, Брацлаві і т.д. (ось чому тенденційне рішення вважати 1355 рік початком Вінниці немає підстави, тим більше, що похід Ольгерда нині датують 1362 роком).
Після Поділля, як свідчать літописи, було Білобережжя – Болохівська земля, долина Південного Бугу (по тюркські Аксу – «Біла вода») і долина Росі (що означає «Біла річка»), з болохівським центром Білилівцями. На зворотньому шляху, як вказують джерела, Ольгерд зайняв тут Білу Церкву. Із Поросся йдуть витоки Русі, назву якої деякі дослідники виводять від «рухс-ас» (білих ясів – роксоланів). Знаходимо той же корінь і в слові «Росоша», яка виросла неподалік попелища Ханева. І, навіть, уже згаданий Акмалін на Сібку виводиться із тюрксько-волоського Ак-мал – «Білий берег»! "
"Розбиті Ольгердом три «татарських» князьки – осетинський Кочубей (якого  деякі ототожнюють з очаківським Хаджі-беєм ), татарський Кутлу-бек і православний Деметри-солтан – мали свої міста «беків» Ошпекови (нині Пиків, Шпиків і Росоша), їх старшини улани – Уланів, Уланівку ( на захід від Іллінець) та інші пункти з коренем «красний» в основі, а хани –  Ханев (на схід від Росоші) і Салган («село хана» на місці сучасного Пісочина, обидва населені пункти у Липовецькому районі Вінницької області)."
Сільраді підпорядковане селище Липовець. Станом на 1885 рік у колишньому власницькому селі, центрі Росошанської волості Липовецького повіту Київської губернії, мешкала 1561 особа, налічувалось 225 дворових господарств, існували православна церква, школа, постоялий двір, постоялий будинок та 4 водяні млини.
За переписом 1897 року кількість мешканців зросла до 2487 осіб (1246 чоловічої статі та 1241 — жіночої), з яких 2264 — православної віри.
У спецповідомлені ДПУ від 15 липня 1932 р. Росоша згадується кілька разів. На цю дату там померло уже 36 осіб і опухло від голоду до 300 (в кілька разів більше ніж в інших селах Липовецького району). В цьому ж документі є натяк на пасивний опір росошан: «В селі Росоша зупинилась паперова фабрика у зв'язку з відмовою робітників від роботи через відсутність продовольства». А в 1933 році вже їздила підвода і живих вивозили на цвинтар, про Росошу дізналася вся область, коли з трибуни партконференції уповноважена Пашковська заявила про «багато пухлих, голодних…». У 1993 р., уже за незалежної України, на сільському кладовищі звели пам'ятник жертвам Голодомору – перший на Липовеччині. Про масштаби Голодомору і репресій свідчать дані перепису 1939 р.: у Росоші тоді мешкало 3148 осіб (майже стільки, як наприкінці 1920-х років).

Про роки Голодомору у селі Володимир Допіра записав у 2008 році свідчення у Людмили Дубинської:  
|  | Я йшла до своєї рідної тітки через цвинтар стежкою, якою ходило багато людй і атрапила а яму (їх було декілька). Підійшла і побачила в ямі живих і мертвих людй. Живі люди були безсилі і не могли вилізти з ями. Я злякалась і побігла додому, розказала про це мамі. У нашому селі жив чоловік, всі кликали його Денисом, він звозив на цвинтар мертвих і ще живих, виснажених, безсилих. Страшна була пора. З голоду люди втрачали розум. Пам'ятаю, побачила під очеретом одні голови людські, тулубів не було. Пам'ятаю ще, що ходили спецбригади по хатах і з горшків та торбинок забирали зерно, крупи, муку. Били людей, щоб признавалися, де заховано хліб. Прийшла бригада і до нас, знайшли торбинку з борошном, почали забирати... |

З січня 1942 по грудень 1943 року в Росоші і Липовці діяла антифашистська група, яку очолював В. М. Мищеряков
2 жовтня 2016 року, у селі біля Меморіалу Слави загиблим воїнам, пройшла церемонія відкриття меморіальної дошки бійцю АТО Сергію Шевчуку
12 червня 2020 року, розпорядженням Кабінету Міністрів України № 707-р «Про визначення адміністративних центрів та затвердження територій територіальних громад Вінницької області», увійшло в Липовецьку міську громаду.
19 липня 2020 року, в результаті адміністративно-територіальної реформи та ліквідації Липовецького району, село увійшло до складу Вінницького району.

## Населення

### Мова
Розподіл населення за рідною мовою за даними перепису 2001 року:
| Мова       | Відсоток |
| ---------- | -------- |
| українська | 99,06%   |
| російська  | 0,94%    |

## Економіка
Село було відоме за паперовою фабрикою, що не працює станом на 2010-ті. Значимість виробництва паперу зафіксовано одним з елементів на гербі села.

## Постаті
- Бадьорний Григорко Олексійович (1948) — український радянський діяч, бригадир комплексної бригади мулярів-монтажників будівельного управління № 142 тресту «Одестрансбуд». Депутат Верховної Ради УРСР 11-го скликання.
- Заріцька Анастасія Олексіївна (1948) — українська суддя, член Вищої кваліфікаційної комісії суддів України.
- Коваль Єлизавета Василівна (1930 р.н.) — казкар[10]
- Парипса Михайло Сергійович — голова асоціації «Українці Казахстану».
- Шевчук Сергій Іванович (1977—2014) — капітан ЗСУ, загинув під Іловайськом.

## Галерея

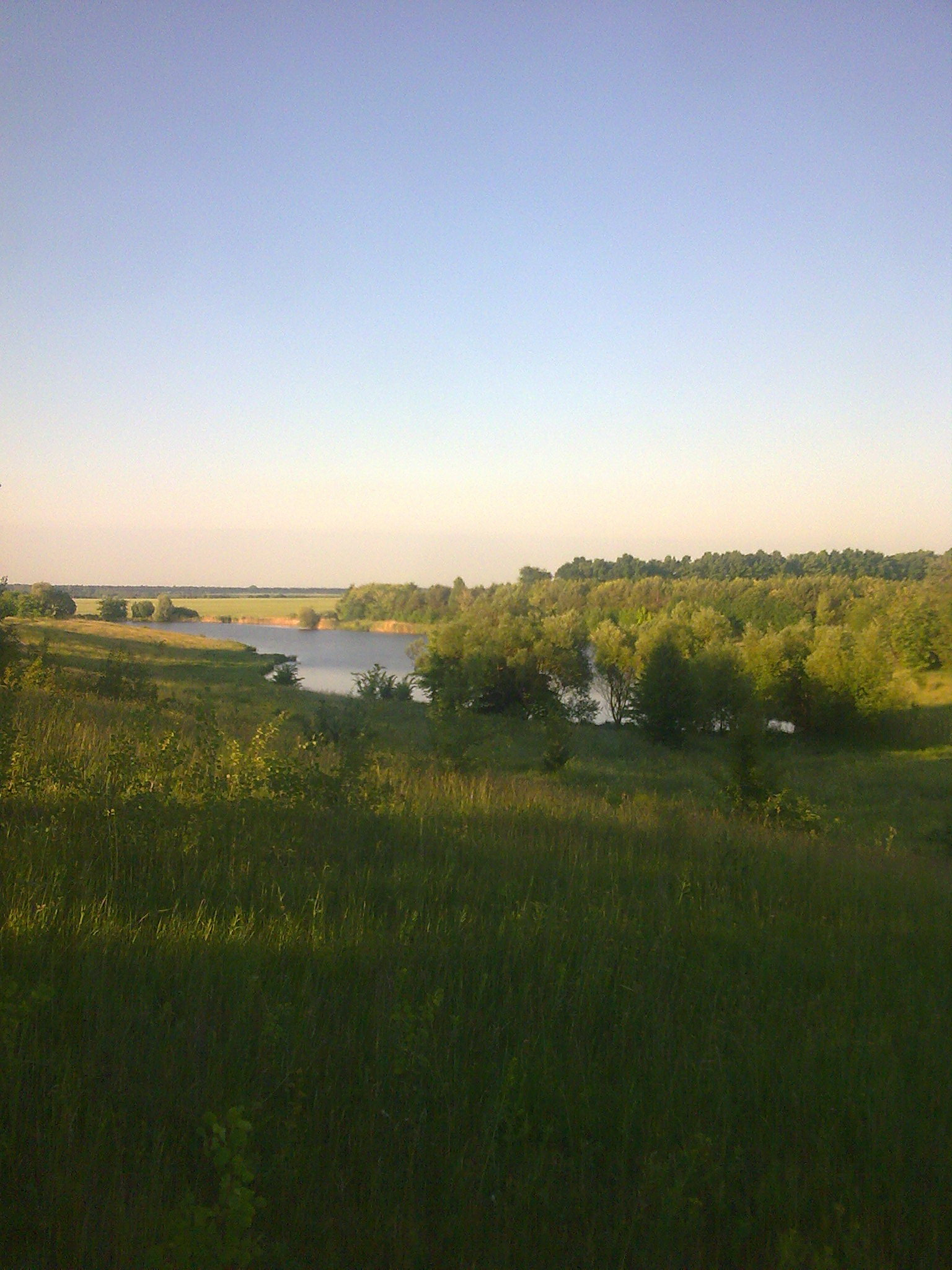
Урочище при в'їзді до села
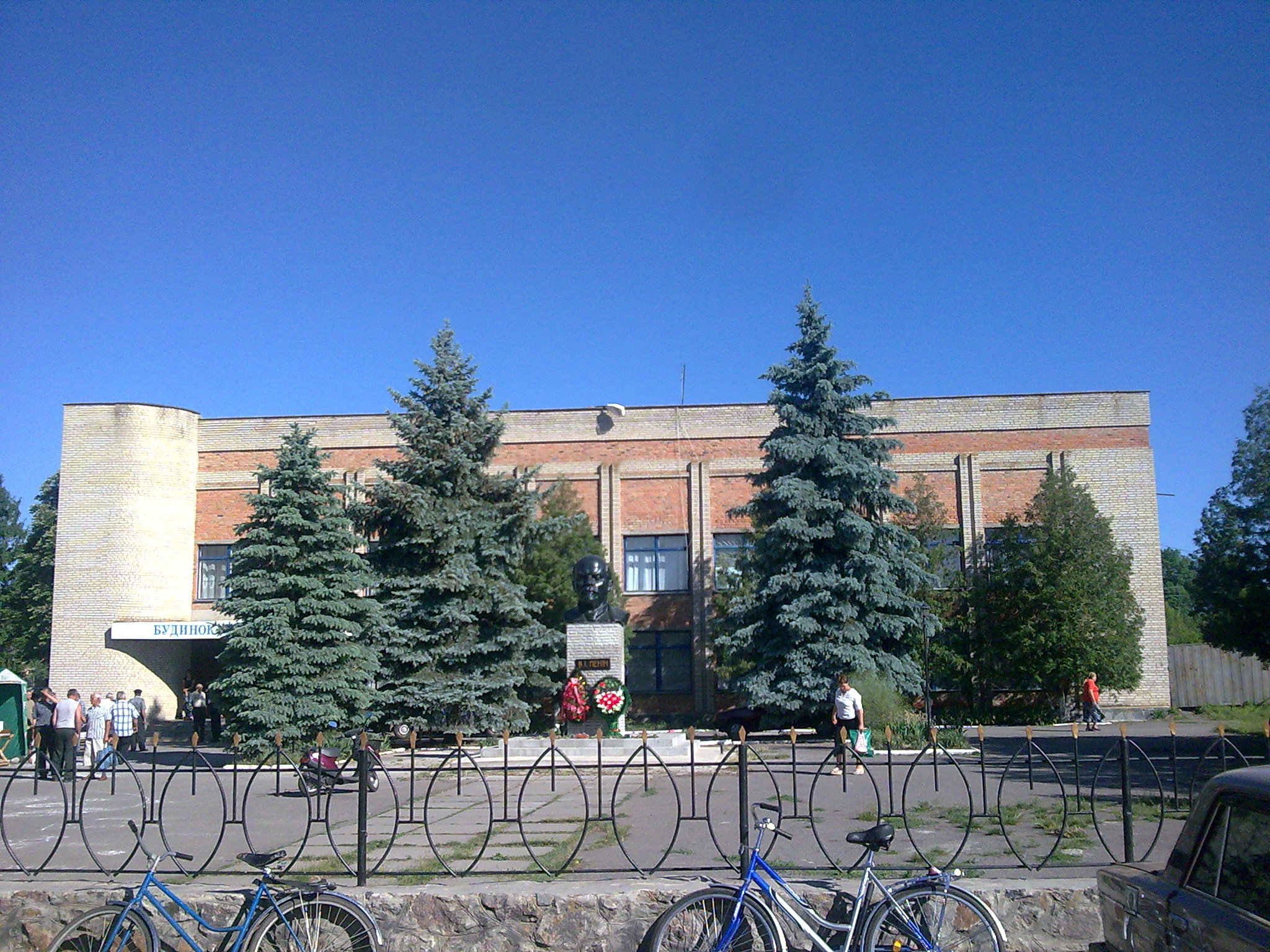
Будинок культури та пам'ятник Леніну
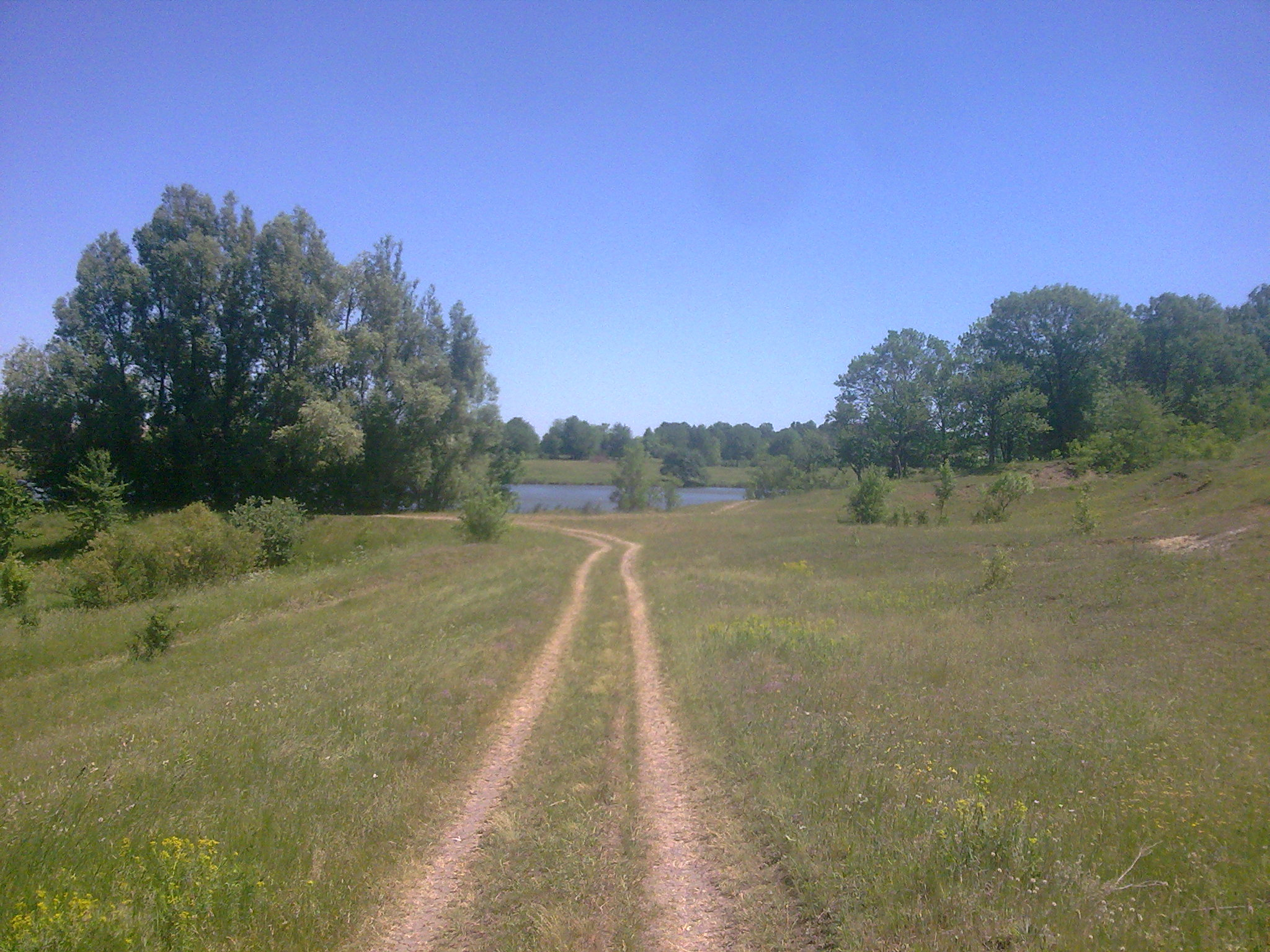
Краєвид з видом на один із ставків у селі (ставок Шпиль)
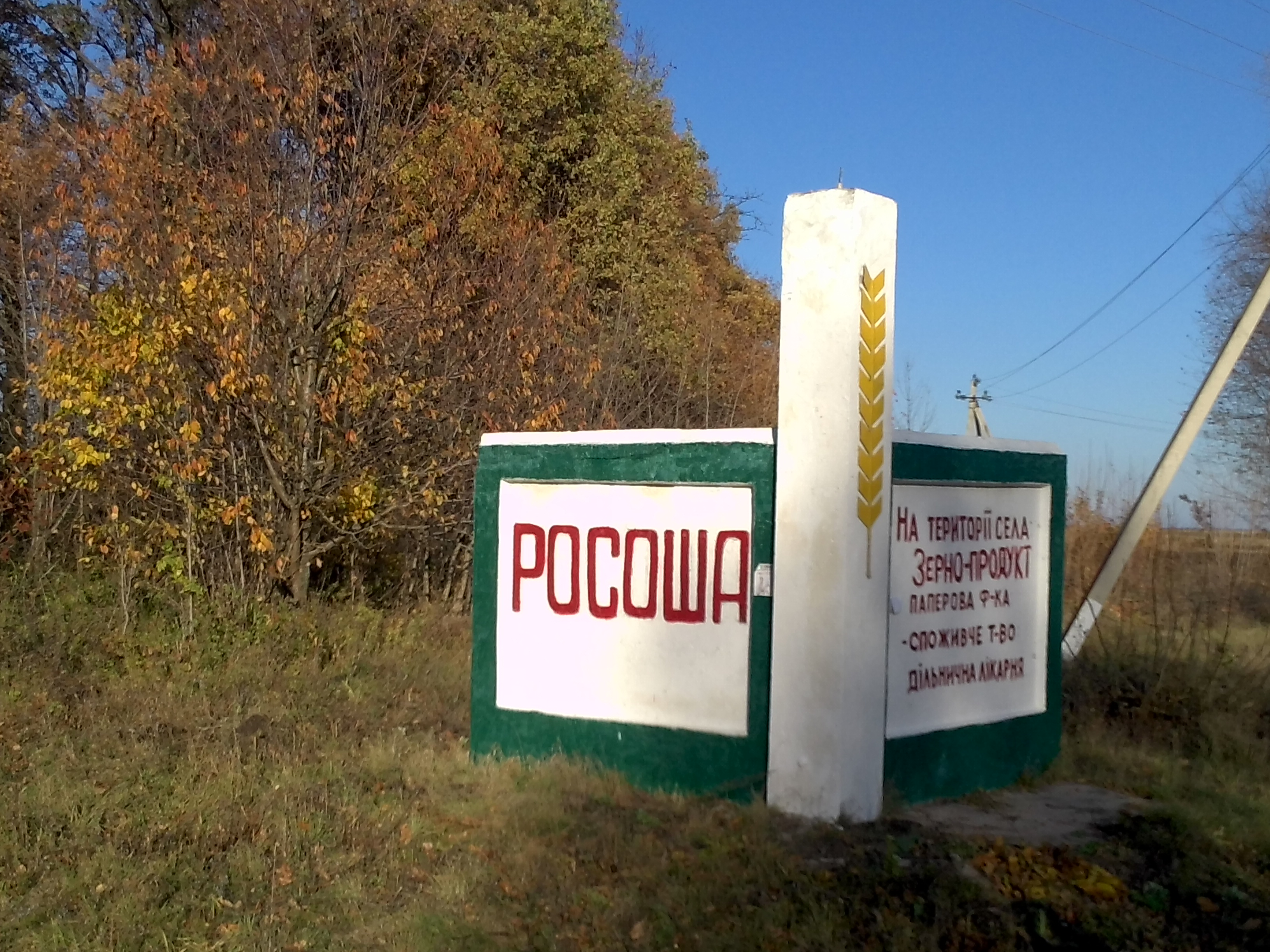
Знак при в'їзді до села
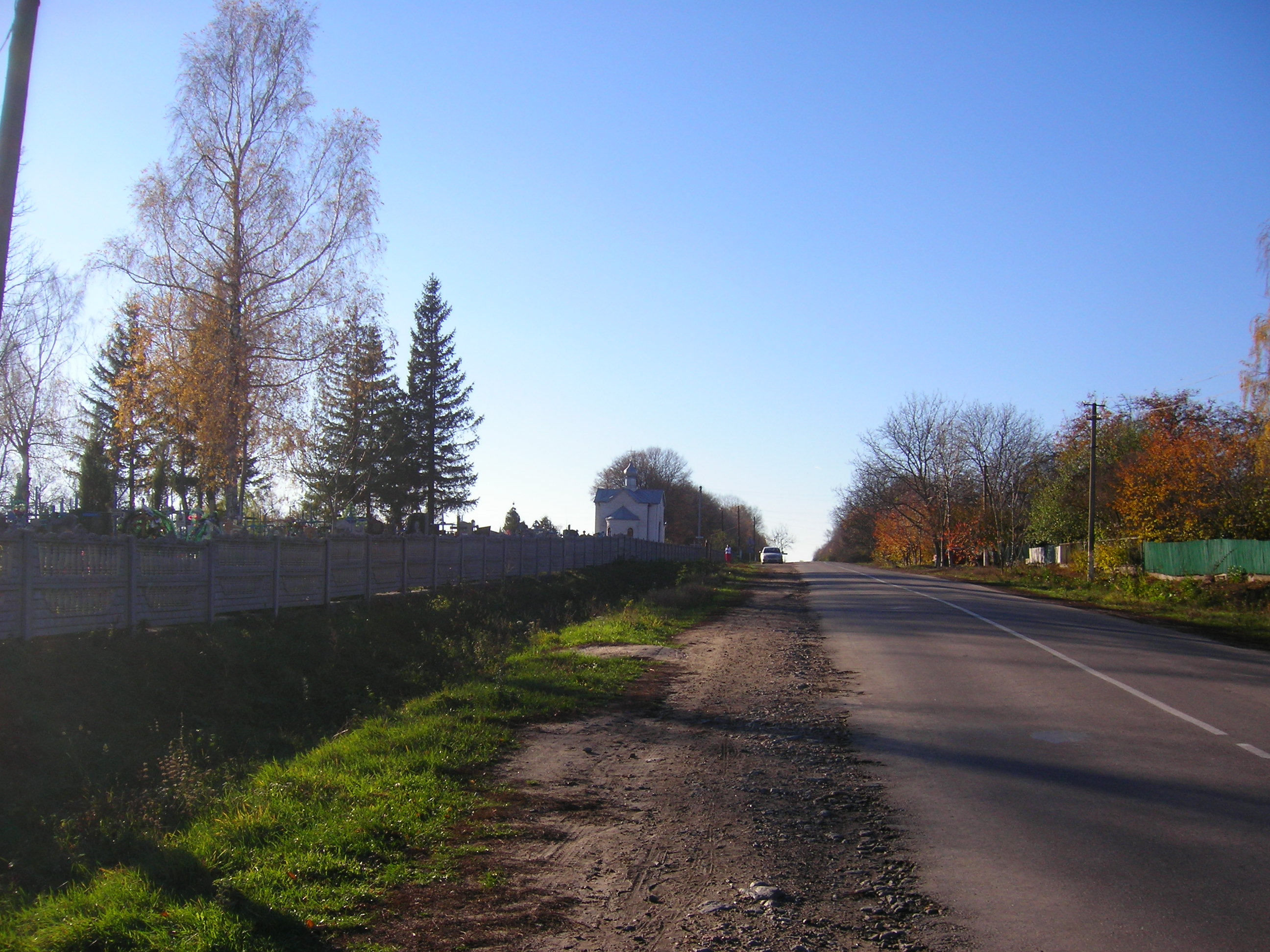
Каплиця і цвинтар у Росоші
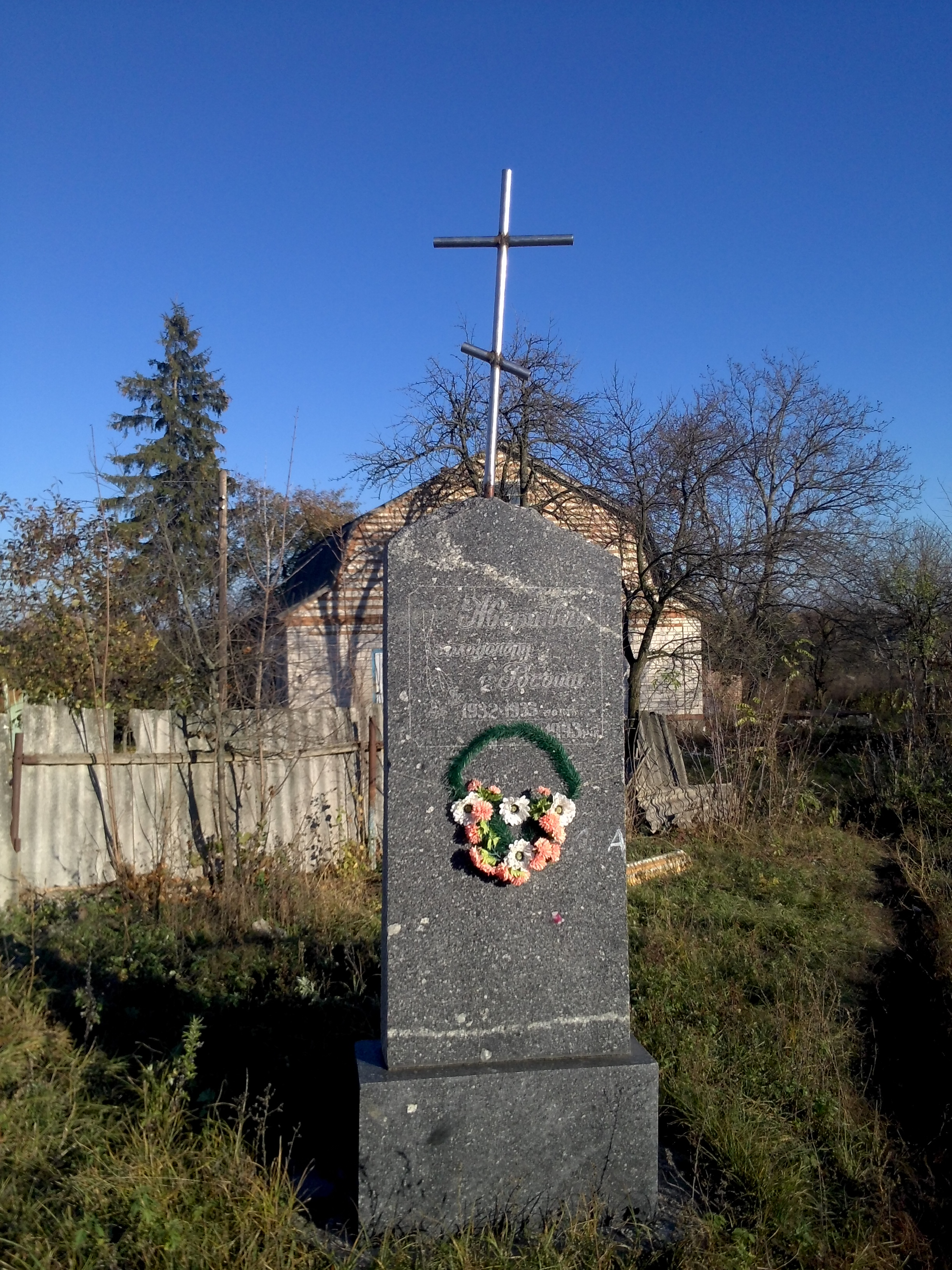
Пам'ятник жертвам Голодомору
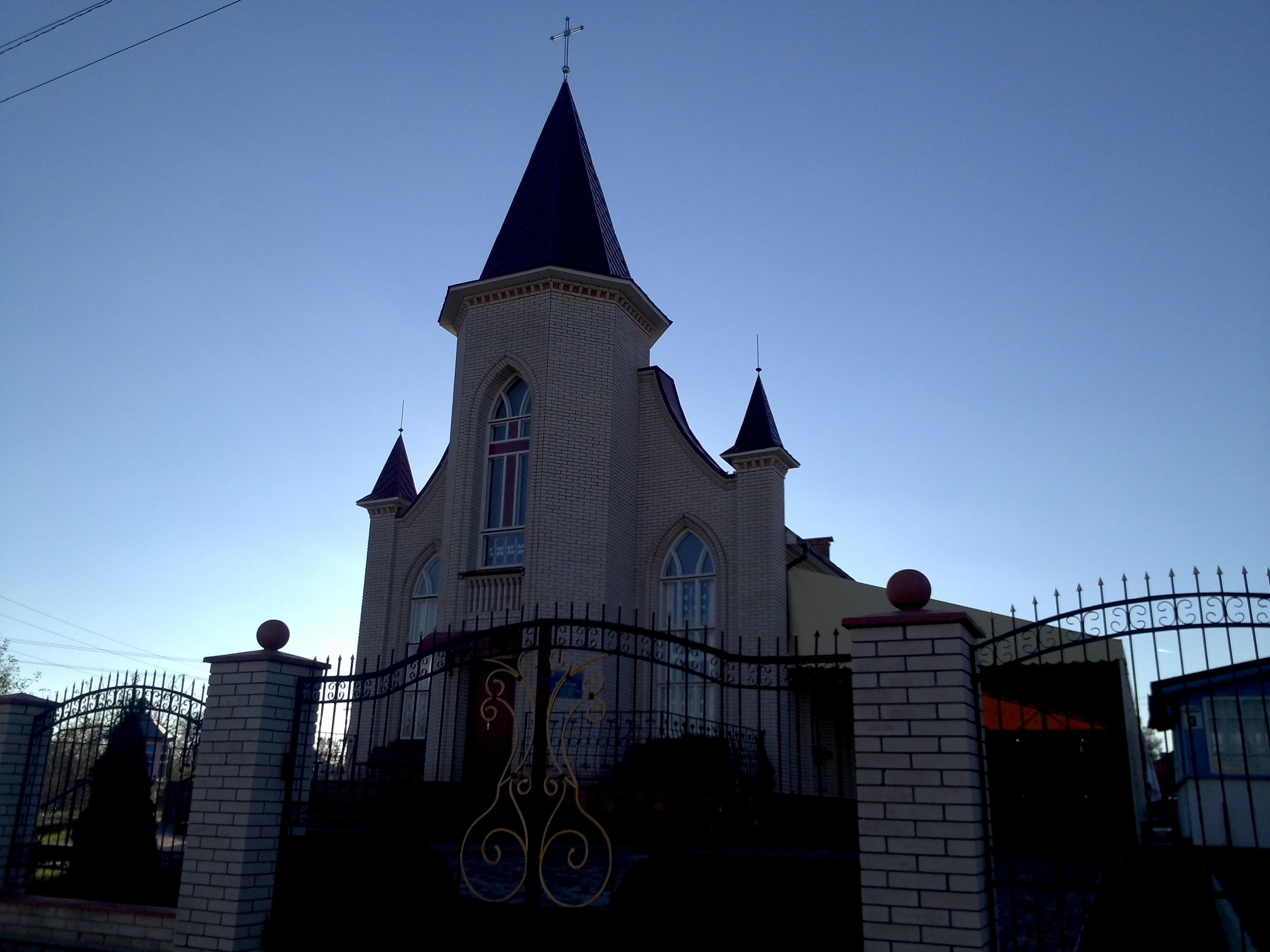
Церква євангельських християн-баптистів
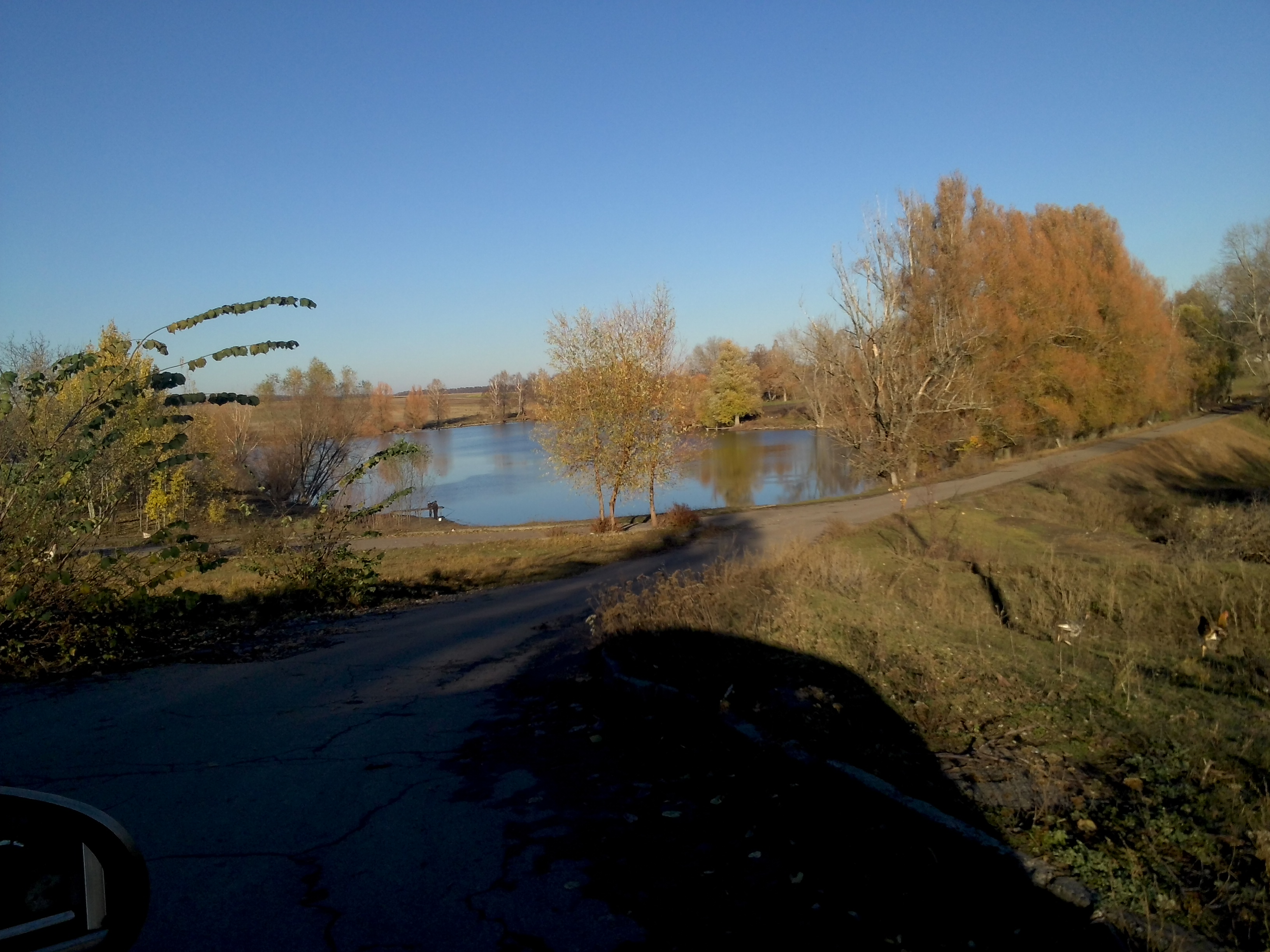
Панський ставок
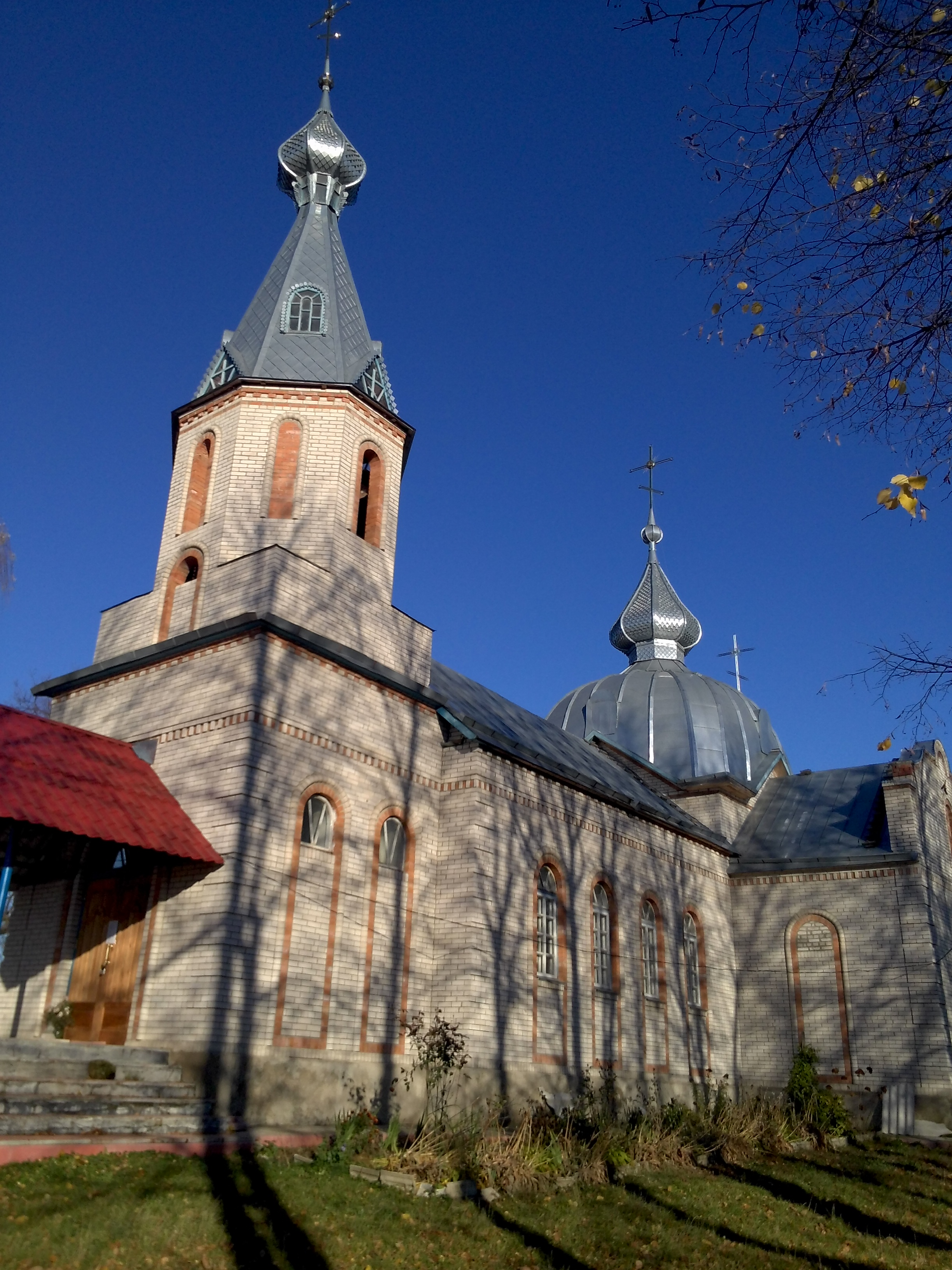
Храм Св. Дмитрія Солунського
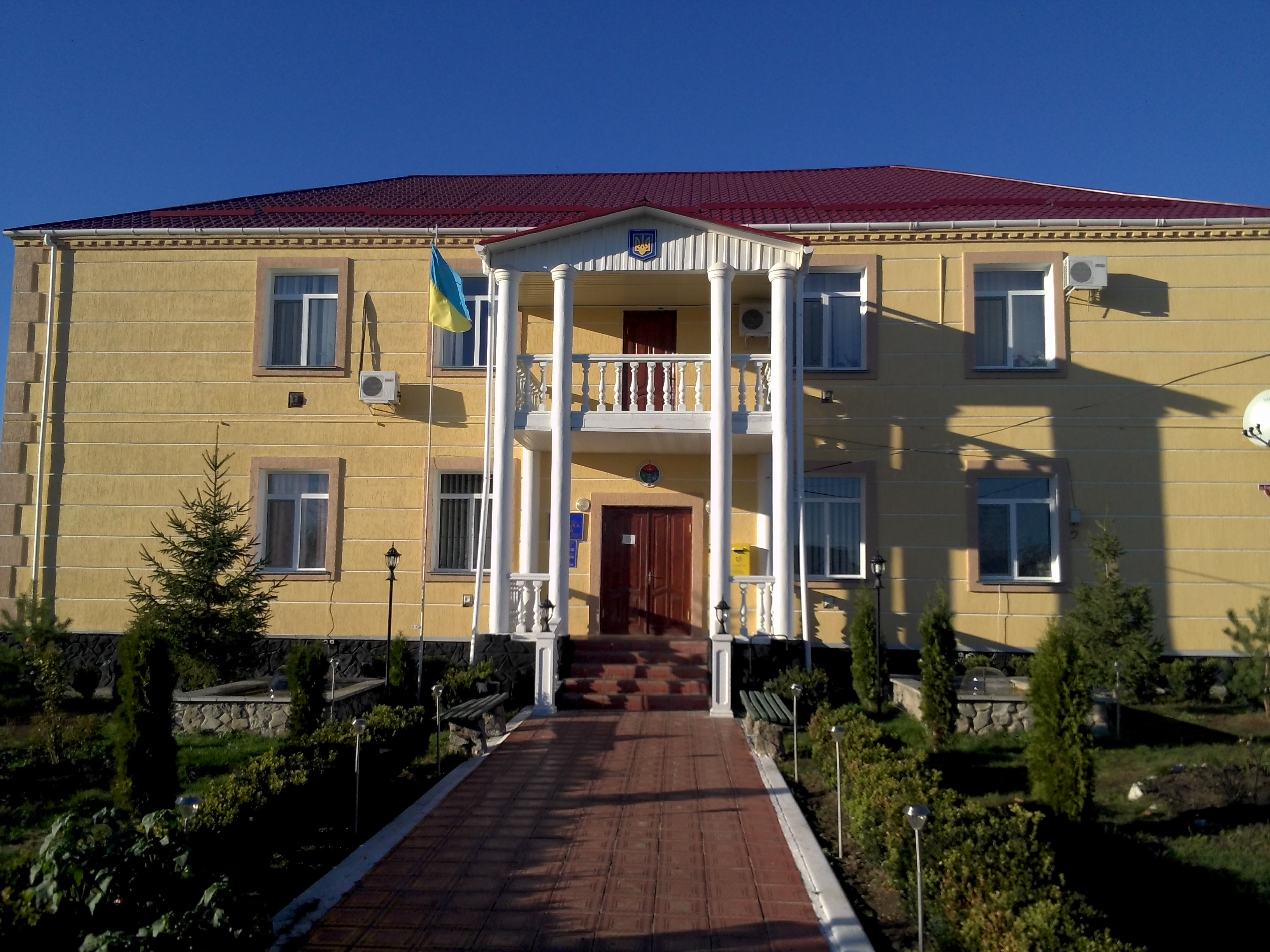
Будівля сільської ради
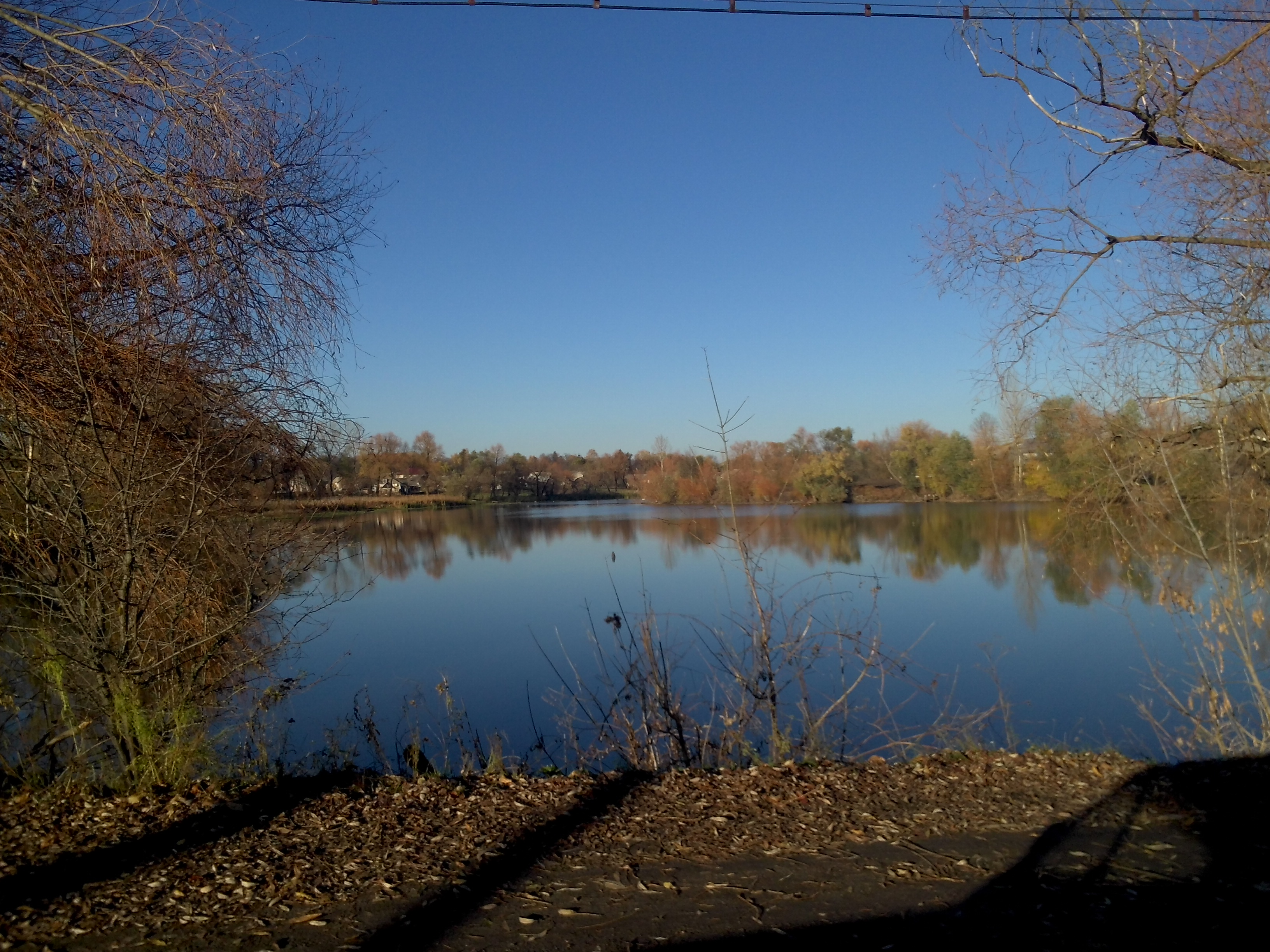
Фабричний ставок
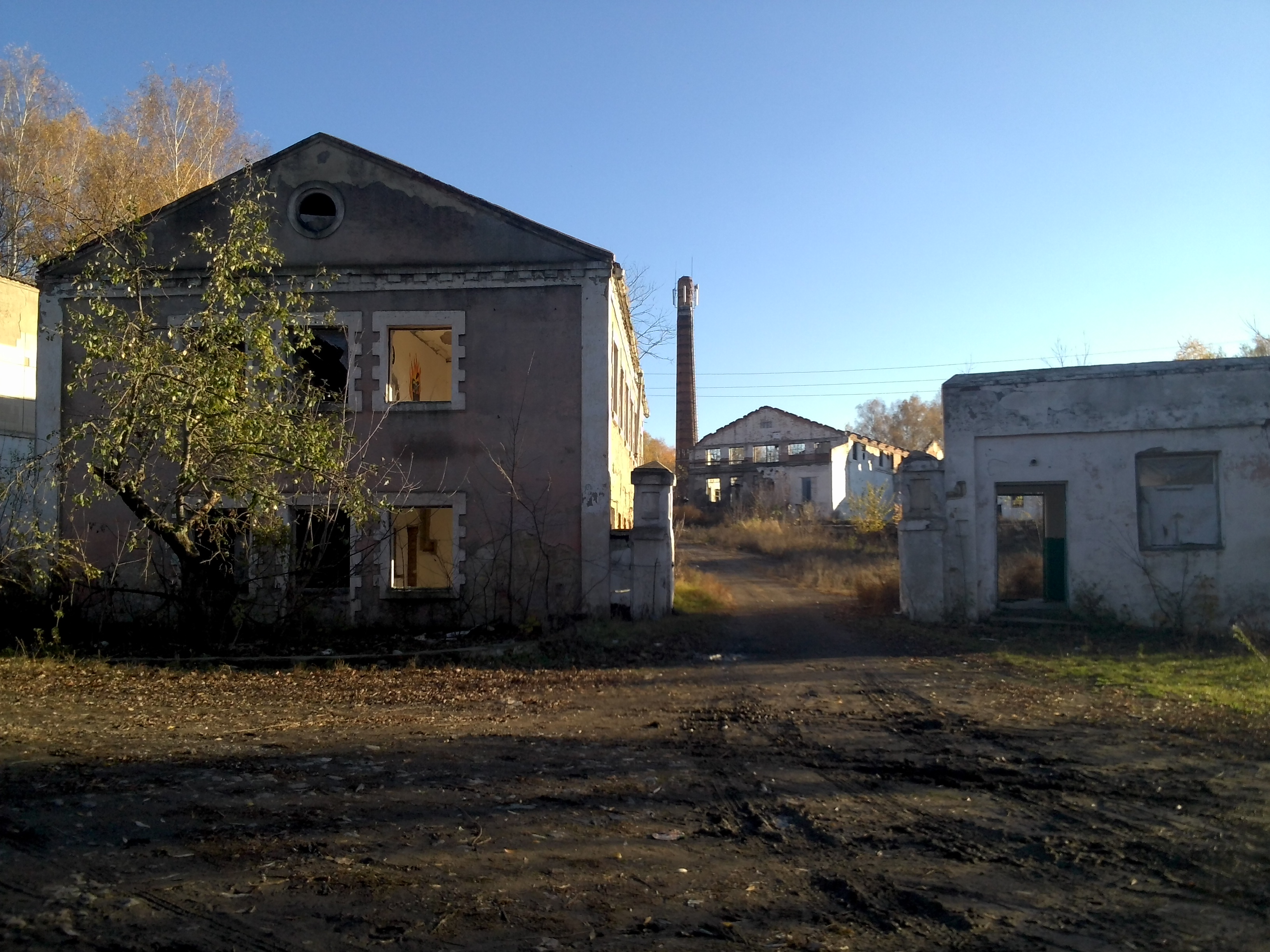
Будівля колишньої паперової фабрики